# Japan Soccer League Cup 1981
Der Japan Soccer League Cup 1981 war die sechste Ausgabe des Japan Soccer League Cup. Sieger des Wettbewerbs waren die Toshiba und Mitsubishi Heavy Industries.

## Ergebnisse

### 1. Runde
|              | Ergebnis |                             |
| ------------ | -------- | --------------------------- |
| Honda Motors | 3:0      | Tanabe Pharmaceutical       |
| Toshiba      | 2:1      | Sumitomo Metals             |
| Teijin       | 0:4      | Mitsubishi Heavy Industries |
| Nippon Kokan | 2:1      | Yomiuri                     |

### Achtelfinale
|                   | Ergebnis |                             |
| ----------------- | -------- | --------------------------- |
| Furukawa Electric | 3:0      | Honda Motors                |
| Nagoya SC         | 2:3      | Kofu SC                     |
| Nippon Steel      | 0:3      | Nissan Motors               |
| Toshiba           | 4:2      | Yamaha Motors               |
| Yanmar Diesel     | 3:5      | Mitsubishi Heavy Industries |
| Fujitsu           | 2:0      | Mazda                       |
| Toyota Motors     | 1:5      | Hitachi                     |
| Nippon Kokan      | 1:2      | Fujita Industries           |

### Viertelfinale
|                             | Ergebnis        |                   |
| --------------------------- | --------------- | ----------------- |
| Furukawa Electric           | 6:1             | Kofu SC           |
| Nissan Motors               | 1:3             | Toshiba           |
| Mitsubishi Heavy Industries | 1:1 (5:3 i. E.) | Fujitsu           |
| Hitachi                     | 3:5             | Fujita Industries |

### Halbfinale
|                             | Ergebnis        |                   |
| --------------------------- | --------------- | ----------------- |
| Furukawa Electric           | 2:2 (2:3 i. E.) | Toshiba           |
| Mitsubishi Heavy Industries | 4:2             | Fujita Industries |

### Finale
|         | Ergebnis |                             |
| ------- | -------- | --------------------------- |
| Toshiba | 4:4      | Mitsubishi Heavy Industries |